# Émile Martel
Émile Martel (7 de gener de 1898 – ?) va ser un gimnasta artístic francès que va competir a començaments del segle xx.
El 1920 va prendre part en els Jocs Olímpics d'Anvers, on guanyà la medalla de bronze en el concurs complet per equips del programa de gimnàstica.